# برازاویل
برازاویل پایتخت کشور جمهوری کنگو است.
این شهر در کنار رود کنگو قرار گرفته و بزرگ‌ترین شهر جمهوری کنگو نیز هست.
جمعیت آن در سال ۲۰۰۵ میلادی ۱٬۱۷۴٬۰۰۰ نفر بوده‌است.
برازاویل در سال ۱۸۸۰ توسط پیر ساورنیان دِ-برازا، کاشف فرانسوی، در محل روستایی به نام نکونا بنا شد.
نام برازاویل از نام او گرفته شده و به معنی «شهر برازا» است.